# U-17-Fußball-Europameisterschaft der Frauen 2013
Die sechste U-17-Fußball-Europameisterschaft der Frauen wurde in der Zeit vom 25. bis 28. Juni 2013 in Nyon (Schweiz) ausgetragen. Die Endrunde fand zum letzten Mal mit vier Mannschaften statt und Spielort war letztmals das Centre sportif de Colovray, danach findet auch diese EM an wechselnden Orten mit dann acht Mannschaften statt. Spielberechtigt waren Spielerinnen, die am 1. Januar 1996 oder später geboren wurden. Erstmals an der Qualifikation nahm die Mannschaft aus Montenegro teil und da zudem die Slowakei wieder teilnahm, die zuletzt nicht teilgenommen hat, wurde mit 44 Teilnehmern ein neuer Teilnahmerekord aufgestellt. Belgien, Polen und Schweden erreichten erstmals die Endrunde, für die sich Titelverteidiger und Rekordsieger Deutschland nicht qualifizieren konnte.

## Qualifikation
Die Europameisterschaft wurde in drei Stufen ausgerichtet. In zwei Qualifikationsrunden wurden die vier Teilnehmer an der Endrunde ermittelt.
In der ersten Qualifikationsrunde spielten die 44 gemeldeten Mannschaften in elf Gruppen zu je vier Mannschaften die Teilnehmer an der zweiten Qualifikationsrunde aus. Innerhalb jeder Gruppe spielte jede Mannschaft einmal gegen jede andere in Form von Miniturnieren, die an unterschiedlichen Terminen zwischen dem 3. September und dem 3. November 2013 ausgetragen wurden. Eine der vier teilnehmenden Mannschaften der jeweiligen Gruppe fungierte als Gastgeber dieses Miniturniers. Ein Sieg wurde mit drei Punkten, ein Unentschieden mit einem Punkt belohnt. Die deutsche Mannschaft gewann in Gruppe 7, die vom 29. Oktober bis 3. November stattfand, durch Unentschieden gegen Gastgeber Griechenland (1:1) und zwei Siege gegen Rumänien (5:0) und Russland (7:1). Die Schweiz spielte in Gruppe 1 gegen Gastgeber Moldawien (8:0), Belgien (2:1) und Bulgarien (11:0) und setzte sich souverän mit drei Siegen durch. Österreich traf als Gastgeber von Gruppe 6 auf Schweden (2:2), Kroatien (10:0) und Aserbaidschan (4:1) und qualifizierte sich als beste zweitplatzierte Mannschaft für die nächste Runde.
Die 11 Gruppensieger und die fünf besten Gruppenzweiten qualifizierten sich für die zweite Qualifikationsrunde. Diese litt unter dem langen und schneereichen Winter in Europa, so dass Spiele in Belgien und Österreich mehrfach verschoben werden mussten. Bei der Ermittlung der besten Gruppenzweiten wurden nur die Spiele gegen die Gruppensieger und Gruppendritten berücksichtigt. Dabei scheiterte Deutschland in Gruppe 1 und konnte mit einem Sieg (5:1 gegen die Niederlande), einer Niederlage (1:2 gegen Dänemark) und einem Unentschieden (0:0 gegen Gastgeber Belgien) nur den dritten Platz erreichen. In Gruppe 2 war Österreich genau wie in der ersten Qualifikationsrunde Gastgeber, aber diesmal endete die Mannschaft auf dem dritten Platz mit einem Sieg (4:1 gegen Irland), einer Niederlage (0:2 gegen Norwegen) und einem Unentschieden (1:1 gegen Polen). Die schweizerischen Spielerinnen endeten auf dem letzten Platz in ihrer Gruppe 4, als sie zweimal verloren (0:1 gegen Schweden und 0:2 gegen Gastgeber Tschechien) und einmal gewonnen haben (2:1 gegen Italien).
Beste Torschützin der Qualifikation war die Niederländerin Vivianne Miedema mit 18 Toren.

## Modus
Die vier Gruppensieger der 2. Qualifikationsrunde ermittelten im K.-o.-System den Europameister. Die Sieger der Halbfinale erreichten das Endspiel und spielten den Europameister aus. Die Verlierer spielten um den dritten Platz. Ein Spiel dauerte regulär zweimal 40 Minuten. Stand es nach Ende der regulären Spielzeit unentschieden, so fiel die Entscheidung direkt im Elfmeterschießen ohne vorige Verlängerung.

## Finalrunde

### Halbfinale
|                            |   |          |                      |
| 25. Juni 2013 um 12:00 Uhr |   |          |                      |
| Belgien                    | – | Polen    | 1:3 (1:1)            |
| 25. Juni 2013 um 14:30 Uhr |   |          |                      |
| Spanien                    | – | Schweden | 2:2 (1:1), 4:5 i. E. |

### Spiel um Platz 3
|               |   |         |           |
| 28. Juni 2013 |   |         |           |
| Belgien       | – | Spanien | 0:4 (0:3) |

### Finale
|               |   |          |           |
| 28. Juni 2013 |   |          |           |
| Polen         | – | Schweden | 1:0 (1:0) |

## Schiedsrichterinnen
- Ivana Vlaić
- Vesna Budimir

## Torschützinnen
| Rang | Spielerin          | Tore |
| ---- | ------------------ | ---- |
| 1    | Nahikari García    | 2    |
| 2    | Stina Blackstenius | 1    |
|      | María Caldentey    | 1    |
|      | Tine De Caigny     | 1    |
|      | Paulina Dudek      | 1    |
|      | Patricia Guijarro  | 1    |
|      | Ewelina Kamczyk    | 1    |
|      | Jennifer Karlsson  | 1    |
|      | Katarzyna Konat    | 1    |
|      | Maddi Torre        | 1    |
|      | Ewa Pajor          | 1    |
|      | Laura Baetens      | ET   |

Torschützenkönigin des Gesamtwettbewerbs wurde die Niederländerin Vivianne Miedema mit 18 Toren aus der Qualifikation.